# Veijo Baltzar
Veijo Baltzar (9. lipnja 1942.) finski je književnik, ravnatelj kazališta i društveni djelatnik – svestrani stvaralac u području kulture, podrijetlom Rom nomad. Baltzar je jedan od međunarodno vodećih romskih književnika, koji je počevši od 1960-ih kroz svoju književničku, umjetničku i kulturno-političku karijeru bio značajan graditelj mostova između većinskog i manjinskog stanovništva.
Bibliografija ovog nagrađivanog umjetnika obuhvaća više od 72 djela: romane, drame, libreta, zbirke pjesama i filmske scenarije. Njegov roman prvijenac "Užareni put" (Poltava tie, 1968.) izazvao je veliku buru. Baltzarov roman "U ratu i ljubavi" (Sodassa ja rakkaudessa, 2008.) opisuje sudbinu europskih Roma tijekom 2. svjetskog rata. "Phuro" (2000.), nazvan i ciganskim nacionalnim spjevom, bavi se krvnim nasljeđem Roma nomada, njihovim načinom života kao i duhovnim stvaralaštvom i kulturom.
Baltzar je bio voditelj vlastitog kazališta, režirao je na desetke predstava, predavao na kazališnoj akademiji, a aktivno se bavi i likovnom umjetnošću.
Snažan identitet, kultura, kao i dubinsko poznavanje kulture većinskog stanovništva utjecali su na Baltzarove oštre i kritičke poglede na oba ta svijeta. On je pisac poznat po hrabroj i nepoštednoj, ali uvijek konstruktivnoj kritici upućenoj kako većinskom stanovništvu, tako i samim Romima, te odnosima moći na kojima počiva multikulturalno društvo.
Odnos većinskog i romskog naroda u Baltzarovom je djelu donose se u svoj svojoj proturječnosti. On prikazuje romsku kulturu kao malu ali snažnu manjinsku kulturu koja se vječno bori oko toga što joj se više isplati: izolacija i strogo pridržavanje tradicije, ili otvorenost i fleksibilnost. Baltzar ne zagovara utapanje u većinsku kulturu, ali prihvaća integraciju. Prema njemu, u multikulturalnoj Europi vlada kultura povlađivanja, a to dovodi do toga da se u tome utapaju kako većinsko stanovništvo tako i asimilirane manjine i doseljenici.
Predsjednica Tarja Halonen 2011. godine dodijelila je Baltzar titulu „kulttuurineuvos“ kao priznanje za njegovo životno djelo.
| „                                  | Bili smo lutalice i naše područje bila je Savonija. U našoj obitelji bilo je 12 djece. Glad i bijeda svakodnevno su nas posjećivali. Oni najjači i najzdraviji u obitelji jeli su svaki treći ili četvrti dan. Moj je otac bio konjušar koji je prodavao seoskim zemljovlasnicima konje za rad. Moja se majka bavila ručnim radom. Skitnicama bez doma put od imanja do imanja bio je dug, bile su velike hladnoće, konji bi se svjetlucali prekriveni injem. | ” |
| — Veijo Baltzar, A Tale of a Gipsy | |   |

Veijo Baltzar je predsjednik i osnivatelj Kreativne udruge za umjetnost i kulturu Drom (osn. 1976.). Zadaća udruženja promicanje je dijaloga između Finske i međunarodne zajednice kroz umjetnost i kulturnu politiku.

## IzložbaMiranda – holokaust Roma
Izložba se zasniva na životnoj priči Mirande, Romkinje iz Slovačke, koja je za razliku od svoje obitelji uspjela preživjeti zatočeništvo u koncentracijskom logoru. Kroz kolaž fotografija koje prikazuju tipičan romski život, ali i romsku umjetnost te patnju u koncentracijskim logorima, izložba donosi šokantnu, ali i stiliziranu priču o romskoj djevojčici Mirandi, o njezinom putu kroz Drugi svjetski rat i preživljavanje Auschwitza.
Izložba je od 2012. do 2017. putovala po Finskoj, a početak njene međunarodne turneje ujedno je i početak međunarodnog putujućeg projekta Kroz Mirandine oči 2017. – 2018. u sklopu kojega se izložba i organizira, a za ostvarenje kojega je Drom dobio sredstva iz EU programa Europa za građane te iz švedskog i norveškog kulturnog fonda. Izložba Miranda – holokaust Roma govori o tihom genocidu Roma za vrijeme Drugog svjetskog rata. Tijekom turneje po Finskoj razgledalo ju je oko milijun posjetitelja. Ta je turneja uključila i njen postav u Nacionalnom muzeju Finske od 2013. do 2014. godine.
Cilj projekta Kroz Mirandine oči je potaknuti međukulturalni dijalog te na primjeru holokausta Roma obnoviti podučavanje o europskoj povijesti. Miranda predstavlja Anu Frank Roma, kao i nov te inovativni način postavljanja izložbi koji je ujedno i međunarodni brand. Projekt je privukao veliku pozornost djelomično i zbog činjenice da je riječ o prvoj izložbi o holokaustu Roma čiji su autori sami Romi. Tijekom projekta izložba će obići 19 država te će se postaviti u ustanovama različitih profila. Osim Finske, izložbu su  tijekom 2017. i 2018. godine ugostile Estonija, Latvija i Hrvatska, te Albanija, Argentina, Belgija, Češka, Danska, Francuska, Island, Mađarska, Norveška, Njemačka, Rumunjska, Rusija, Slovačka, Švedska, Ukrajina te Ujedinjeno Kraljevstvo. Međunarodnu putujuću izložbu Miranda – holokaust Roma, u organizaciji finske Kreativne udruge za umjetnost i kulturu DROM i Nacionalne i sveučilišne knjižnice u Zagrebu, u Zagrebu je bila otvorena 29. lipnja 2017.
Izložba je svoj vrhunac imala u proljeće 2018. godine kada je bila postavljena u Europskom parlamentu u Bruxellesu.